# BTR-3
"BTR-3"，为乌克兰所研制的8×8輪式裝甲運兵車，由阿拉伯聯合酋長國的Adcom軍事工業公司設計，已成功外销给亚、非洲多国。

## 型号

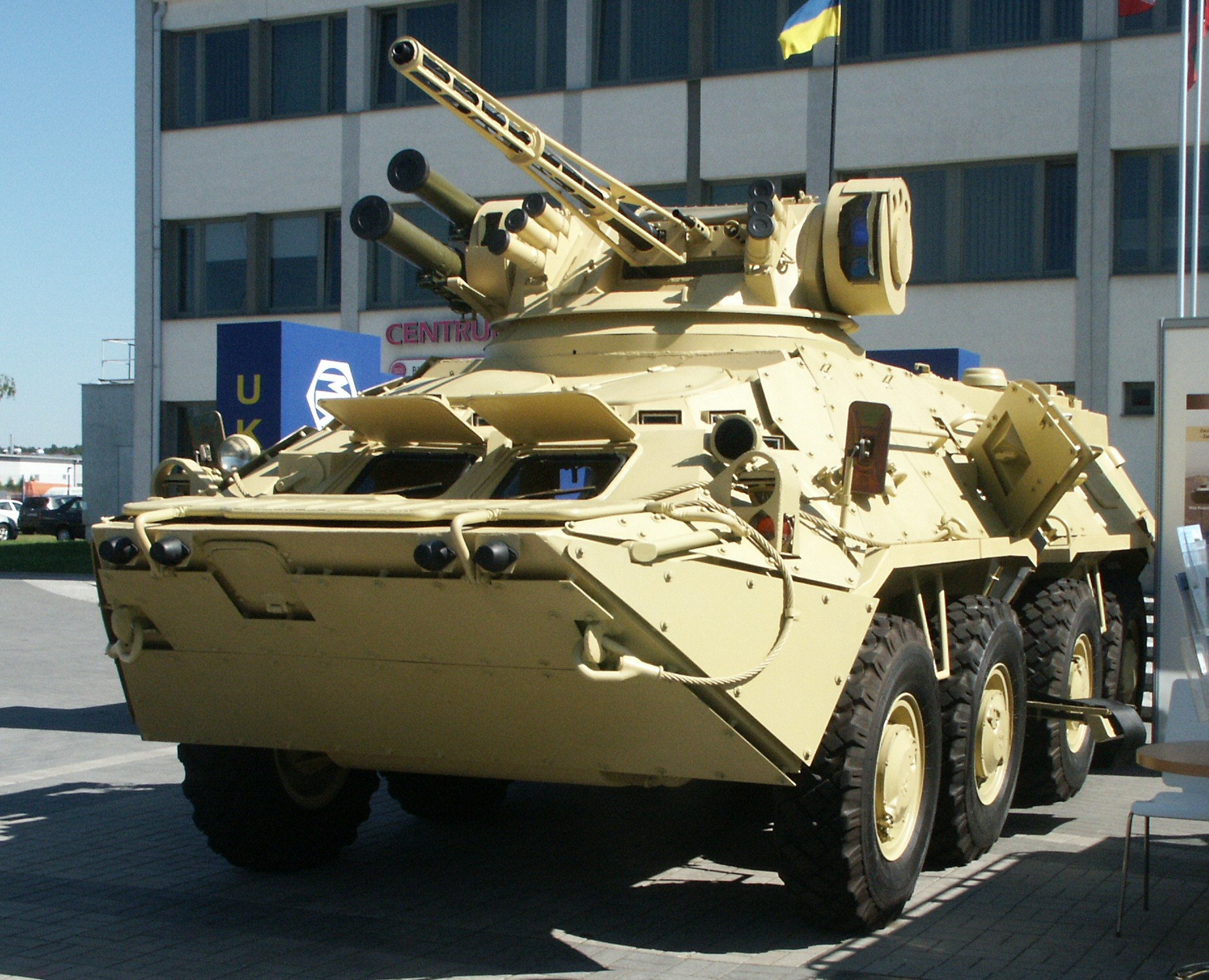
乌克兰的BTR-3E1M

- BTR-3U "Hunter"：
  - BTR-94K..
  - Guardian：
- BTR-3E：
  - BTR-3E1：[2]
  - BTR-3E ARV:
  - BTR-3E 90：[3]

## 使用国

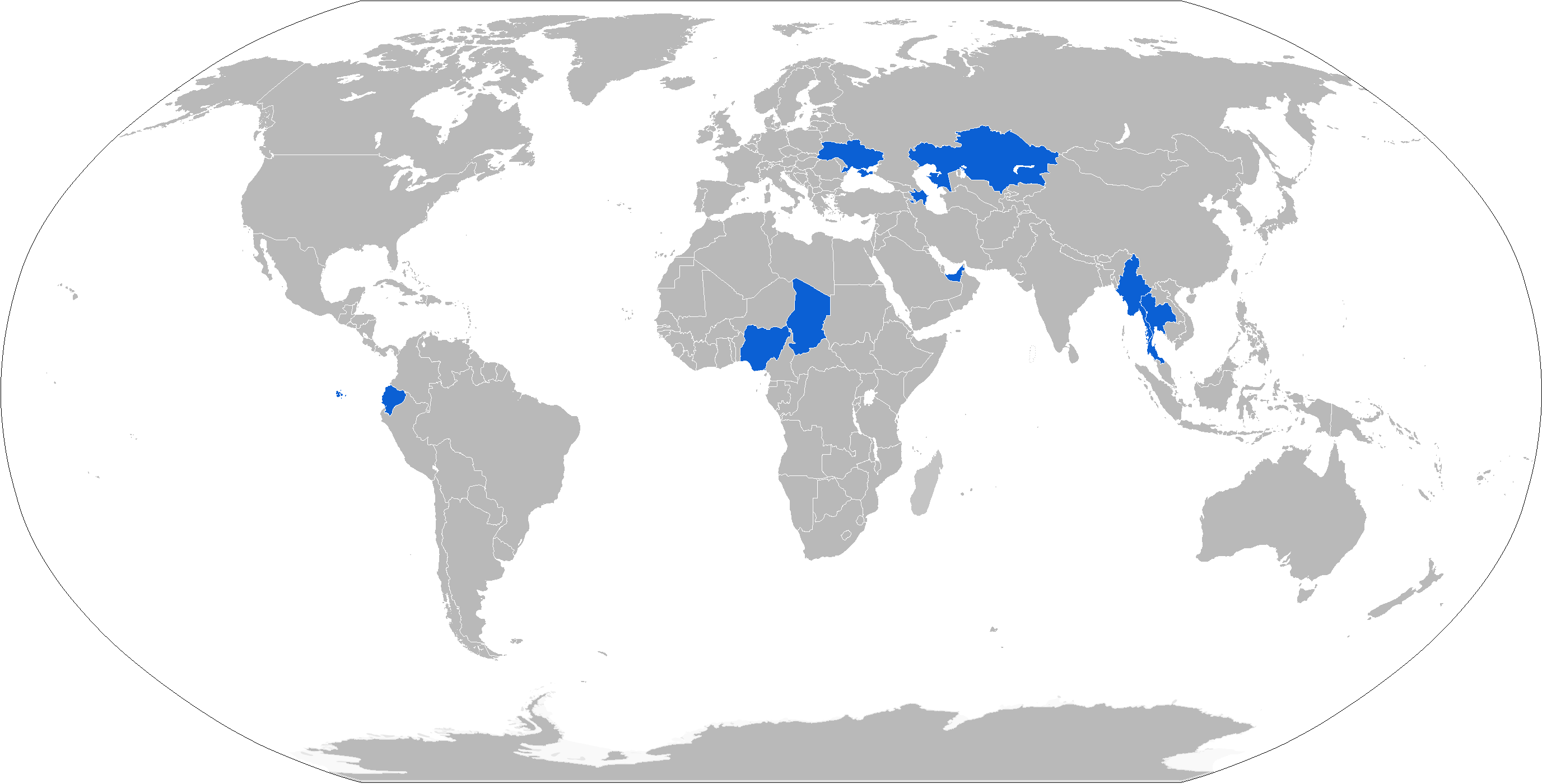
BTR-3的使用国

### 现役
- - 6辆BTR-3/12.7。 [4]
- - 8辆BTR-3U。
- - 订购3辆BTR-3U。[5]
- - 2辆BTR-3E。
- 緬甸 - 订购1000辆。[6]
- 奈及利亞 - 30辆BTR-3UN, 6辆BTR-3UK, 4辆BTR-3UR和7辆BTR-3E/14.5 。
- 泰國 - BTR-3E，泰方检查時曾发现是使用BTR-80的储备车体，並有车体漏水等问题
- 阿联酋 - 90辆Guardians型。
- 乌克兰 -